# Ано домини 1573
„Ано домини 1573” је југословенска телевизијска серија снимљена 1979. године у продукцији ТВ Загреб.

## Епизоде
| Сезона | Епизода | Назив      | Датум            |
| ------ | ------- | ---------- | ---------------- |
| 1      | 1       | Комедијаши | 25. марта 1979.  |
| 1      | 2       | Ковачи     | 1. априла 1979.  |
| 1      | 3       | Пунтари    | 8. априла 1979.  |
| 1      | 4       | Крвници    | 15. априла 1979. |

## Улоге
| Глумац                   | Улога                       |
| ------------------------ | --------------------------- |
| Фабијан Шоваговић        | Матија Губец (4 еп. 1979)   |
| Велимир Бата Живојиновић | Илија Грегорић (4 еп. 1979) |
| Фрањо Мајетић            | Гладни глумац (4 еп. 1979)  |
| Марина Немет             | Регица (4 еп. 1979)         |
| Звонимир Чрнко           | Ван Ховиг (4 еп. 1979)      |
| Зденка Хершак            | Ката Палондра (4 еп. 1979)  |
| Серђо Мимица Гецан       | Петар (4 еп. 1979)          |
| Борис Фестини            | Гуска (4 еп. 1979)          |
| Миња Николић             | (4 еп. 1979)                |
| Ана Марија Сутеј         | Глас Регице (4 еп. 1979)    |
| Младен Васари            | Петров глас (4 еп. 1979)    |
| Павле Вуисић             | Фрањо Тахи (3 еп. 1979)     |
| Адем Чејван              | Трговац Микула (3 еп. 1979) |
| Љерка Прекратић          | (3 еп. 1979)                |
| Мато Ерговић             | Дворски (3 еп. 1979)        |
| Петар Добрић             | Мартин (3 еп. 1979)         |
| Илија Ивезић             | (3 еп. 1979)                |
| Вјенцеслав Капурал       | (3 еп. 1979)                |
| Драго Какас              | (3 еп. 1979)                |

 Остале улоге  ▼
| Глумац                   | Улога                                     |
| ------------------------ | ----------------------------------------- |
| Фахро Коњхоџић           | (3 еп. 1979)                              |
| Миодраг Кривокапић       | (3 еп. 1979)                              |
| Ивица Кунеј              | (3 еп. 1979)                              |
| Наташа Маричић           | (3 еп. 1979)                              |
| Владимир Медар           | Ковач (3 еп. 1979)                        |
| Ивица Пајер              | (3 еп. 1979)                              |
| Звонко Стрмац            | (3 еп. 1979)                              |
| Ђуро Утјешановић         | Габро Тахи (2 еп. 1979)                   |
| Стојан Столе Аранђеловић | Петров стриц (2 еп. 1979)                 |
| Лојзе Розман             | Гашпар Алапић (2 еп. 1979)                |
| Сабрија Бисер            | Сеоска луда (2 еп. 1979)                  |
| Јосип Грозај             | (2 еп. 1979)                              |
| Ана Херцигоња            | (2 еп. 1979)                              |
| Јоаким Матковић          | (2 еп. 1979)                              |
| Јулије Перлаки           | (2 еп. 1979)                              |
| Заим Музаферија          | Ковачев шегрт (2 еп. 1979)                |
| Синиша Старешина         | (2 еп. 1979)                              |
| Тедy Сотошек             | (2 еп. 1979)                              |
| Едо Перочевић            | Тахијев војник (2 еп. 1979)               |
| Зденка Трах              | Петрова мајка (2 еп. 1979)                |
| Јован Стефановић         | (2 еп. 1979)                              |
| Иво Рогуља               | (2 еп. 1979)                              |
| Звонимир Торјанац        | (2 еп. 1979)                              |
| Круно Валентић           | Бојник (2 еп. 1979)                       |
| Велимир Хитил            | (1 еп. 1979)                              |
| Рикард Брзеска           | (1 еп. 1979)                              |
| Емил Глад                | Читач прогласа прије круњења (1 еп. 1979) |
| Младен Црнобрња          | (1 еп. 1979)                              |
| Ацо Јовановски           | Петров отац (1 еп. 1979)                  |
| Анте Краљевић            | (1 еп. 1979)                              |
| Људевит Галић            | Ковачев шегрт (1 еп. 1979)                |
| Бранко Лустиг            | (1 еп. 1979)                              |
| Стјепан Шпољарић         | (1 еп. 1979)                              |
| Јосип Мароти             | Ноћни стражар у граду (1 еп. 1979)        |

Комплетна ТВ екипа  ▼
| Редитељ                   | Ватрослав Мимица     | (4 еп. 1979)                            |
| Сценариста                | Ватрослав Мимица     | (4 еп. 1979)                            |
| Композитор                | Алфи Кабиљо          | (4 еп. 1979)                            |
| Директор фотографије      | Бранко Блажина       | (4 еп. 1979)                            |
| Mонтажер                  | Вуксан Луковац       | (4 еп. 1979)                            |
| Сценограф                 | Вељко Деспотовић     | (4 еп. 1979)                            |
| Одсек за шминку           | Шукрија Шаркић       | шминкер (4 еп. 1979)                    |
| Менаџер продукције        | Милан Цветковић Цига | организатор (4 еп. 1979)                |
| Менаџер продукције        | Бранко Лустиг        | директор филма (4 еп. 1979)             |
| Помоћник режије           | Александар Ђурчинов  | помоћник редитеља (4 еп. 1979)          |
| Помоћник режије           | Љубомир Сикиц        | први помоћник редитеља (4 еп. 1979)     |
| Одсек за звук             | Лидија Јојић         | тонска обрада (4 еп. 1979)              |
| Специјални ефекти         | Маријан Кароглан     | пиротехничар (4 еп. 1979)               |
| Специјални ефекти         | Октавијан Милетић    | посебни фотографски ефекти (4 еп. 1979) |
| Одсек за камеру и расвету | Будимир Мађер        | фотограф (4 еп. 1979)                   |
| Одсек за камеру и расвету | Вјенцеслав Орешковић | сниматељ (4 еп. 1979)                   |
| Одсек за монтажу          | Димитар Грбевски     | асистент монтажера (4 еп. 1979)         |